# نيون جينيسيس إيفانجيليون: غاكوين داتينروكو
نيون جينيسيس إيفانجيليون: غاكوين داتينروكو (新世紀エヴァンゲリオン 学園堕天録 Shin Seiki Evangerion Gakuen Datenroku، حرفياً نيون جينيسيس إيفانجيليون السجل الأكاديمي لهبوط السماء) هي مانغا بدأت في 2007 من تأليف مين مين مقتبسة من سلسلة نيون جينيسيس إيفانجيليون. تمت سلسلتها في مجلة مانغا الشوجو أسكا الشهرية من 2007 إلى 2009، ونشرت من قبل كادوكاوا شوتين، ومتاحة أيضاً في بلاي ستيشن ستور. جمعت المانغا في أربعة مجلدات.
العديد من الشخصيات الرئيسية من نيون جينيسيس إيفانجيليون عادت، بما فيهم شينجي إيكاري، وريه أيانامي، وكاورو ناغيسا، وأسكا لانغلي سوريو، وتوجي سوزوهارا، وميساتو كاتسراغي وكنسكي أيدا. بالرغم من استخدام القصة نفس الشخصيات، إلا أن القصة والوضع يختلفان كثيراً عن المانغا والأنمي السابقين من سلسلة نيون جينيسيس إيفانجيليون.

## القصة
يحضر شينجي إلى منشأة نيرف الأكاديمية ويعيش حياة مملة لكن مسالمة. أثناء إحدى نزهاته الاعتيادية في الليل بالقرب من آلة بيع، يرى ريه أيانامي وفتى آخر لم يره من قبل يهربان من موقع انفجار عنيف. مندهشاً من الحادث، يعثر شينجي على حجر غير مألوف.
في اليوم التالي، يلتقي شينجي بكاورو ناغيسا، طالب منتقل إلى منشأة نيرف الأكاديمية ونفس الفتى الذي رآه شينجي في الليلة الماضية. أثناء محاولة شينجي لمعرفة الحقيقة علاقة كاورو بريه، يجد نفسه مجبراً على التجنيد لمساعدتهم مع أسكا لانغلي سوريو على قتال «الملائكة»، كائنات تنوي تدمير البشرية بالحصول على «الأنوية»، إحداها هي الحجر الذي عثر عليه شينجي.
استلم شينجي بعدها «إيفا»، مظهر أقوى شكل من إرادته، من أجل قتال الملائكة. مرافقاً المجموعة في دورياتهم الليلية في المدينة والتحقيق في الظواهر الغريبة، على شينجي حماية المدنيين الذي يختفون، الذي هم في الحقيقة قُتلوا من قبل الملائكة الذين يستعملون الأجساد كأوعية، كل ذلك بدون كشف الحقيقة لأصدقائه.

## الشخصيات
شينجي إيكاري
بطل القصة، شينجي يعيش حياة مملة لكن مسالمة مع ذهابه إلى مدرسة محلية كاثوليكية. ماتت والدته عندما كان طفلاً ووالده يعمل بالخارج، لذا فحارسه القانوني هو كاجي، أحد أتباع والده السابقين. تتغير حياة شينجي إلى الأبد عندما يجد نفسه متورطاً في مطاردة ريه أيانامي وكاورو ناغيسا «للملائكة» والقبض عليهم. بشكل ما، يملك شينجي قوى غريبة بداخله، مما سمح له بهزيمة رامييل، أول ملاك يواجهه. سلاح الإيفا الخاص به يحمل مظهر مسدس. شينجي مغرم بريه نوعاً ما، لكنه أيضاً كون صداقة قوية وحميمة مع كاورو حيث يهتم كل منهما بصحة الآخر ورأيه.
ريه أيانامي
فتاة جميلة لكن انطوائية، يصفها توجي على أنها أنيقة لكن كئيبة وهي أيضاً محل إعجاب شينجي. معظم من في الصف يعتبرونها غريبة الأطوار، إلا أنها موهوبة بشكل استثنائي في أداء أي شيء تؤمر به، خاصة إذا أخبرتها أسكا أنها في «مهمة». تعيش ريه حياة سرية، حيث تعمل كحارسة شاماش مع مجموعة مخفية في المدرسة، للقتال ضد الملائكة. تحمل ريه رمح لونغينوس للقتال. كما كُشف في الفصل الثامن، فهي «طفلة مخلوقة مخبرياً»، مما يعني أنها بلا أبوين، وقضت معظم حياتها داخل منشأة.
كاورو ناغيسا
طالب منتقل يتركز اهتمامه على شينجي، الذي يشك في علاقته مع ريه، كاورو يقاتل بشكل سري ضد الملائكة ويملك القدرة على إظهار حقل A.T. للدفاع ضد المهاجمين وتملك الإيفا الخاصة به شكل سيف. يستخدم اسم تابريس في ألعاب الإنترنت. كاورو، كما اتضح في الفصل الثامن، «طفل مخلوق مخبرياً»، وعاش طوال حياته في منشأة. يجهل الكثير من التقاليد الاجتماعية، ويعتبر نفسه صديقاً مقرباً من شينجي.
أسكا لانغلي سوريو
تعتبر أسكا فتاة أجنبية جذابة وأنيقة من وجهة نظر زملائها في الصف. أسكا لها علاقة مع حراس شاماش في القتال ضد الملائكة وتبدو على علاقة جيدة مع كاورو وريه. تتحدث أسكا بصراحة وعديمة الصبر أمام المبتدئين مثل شينجي، إلا أنها لاتظهر تلك المظاهر من شخصيتها أمام زملائها. تحمل أسكا سوطاً للقتال ضد الملائكة، وهي فخورة بقدراتها. كما اتضح في الفصل الثامن، فهي الوحيدة من بين الثلاثة (هي وريه وكاورو) التي تملك أبوين، وعلى عكس الأولاد الآخرين، فقد انضمت للمدرسة قبل عملها كحارسة شاماش.
توجي سوزوهارا، وكنسكي أيدا، وهيكاري هوراكي
توجي وكنسكي هم أصدقاء شينجي. كنسكي متعصب للمؤامرات ويعلم بعض التنبؤات المتعلقة بالملائكة ودمار العالم في حين أن توجي أكثر تشكيكاً في هذه الإدعاءات. كلاهما مهتمان بالفتيات في الصف، معلقين على كل من ريه وأسكا، ويستمتعان بلعب ألعاب تقمص الأدوار كثيفة اللاعبين على الإنترنت. هيكاري هي ممثلة الصف في صف شينجي. سُيطر على كنسكي من قبل الملاك إرويل ليحررها من الحاسوب حيث نجح في ذلك في الفصل 14.
ميساتو كاتسراغي، وريتسكو أكاغي وكوزو فويوتسكي
ميساتو هي رائدة فصل شينجي وهي رفيقة قديمة لكاجي؛ إلا أنها لا تحس برأي إيجابي تجاهه. قبل أن تصير معلمة، عملت ميساتو مع كاجي في نفس المنشأة. تعمل ريتسكو ممرضة في مدرسة شينجي، وتعمل أيضاً بشأن ارتباط ريه بالأحداث مع الملائكة، وقامت بعلاج ريه وشينجي بعد القتال ضد رامييل. لكن إخلاص ريتسكو الحقيقي ليس لنيرف، حيث لاحظ كاورو ذلك عندما ذهب لرؤيتها. فويوتسكي ذُكر في الفصل 11 بأنه نائب المدير في أكاديمية نيرف، وأحد المعلمين الذين يعلمون بشأن الملائكة.
ماكوتو هيوغا، ومايا إيبوكي وشيغرو أوبا
ذُكروا في الفصل 11 كمعلمين في أكاديمية نيرف يعلمون بحقيقة الملائكة. هيوغا هو معلم الأحداث الحالية، وإيبوكي هي معلمة الرياضيات، وأوبا يعمل كأستاذ كيمياء.
كايدي أغانو، وساتسوكي أووي وأوي موغامي
ثلاثهن ظهرن في الفصل 11 ويبدو أنهن معلمات في المدرسة. كان ظهورهن الأول مرتديات أزياء راهبات.
ريوجي كاجي
حارس شينجي، صحفي ومصور، الذي كان من قبل أحد أتباع والد شينجي. يبدو أنه تعرف على كاورو ناغيسا منذ لقائهما الأول، ويملك بعض الروابط مع ميساتو. يرفض كاجي نزهات شينجي الليلية، خاصة في ضوء اختفاءات المدنيين الحالية.
غيندو إيكاري
والد شينجي، وقائد نيرف. ظهر في نهاية الفصل 11، مما سبب صدمة بالنسبة لشينجي حيث أنه اعتقد بموت والده. في البداية، اعتقد كاجي أن غيندو مات في حادث ماضٍ عندما كان كاجي أحد أتباعه، لكنه علم أنه قائده السابق لايزال حياً عندما طلب غيندو من كاجي أن يعمل كحارس شينجي القانوني مع ذهاب شينجي للمدرسة. بارد إلى حد كبير، إلا أن شينجي يتذكر أن والده لم يكن بهذا البرود في السابق، ويبدو أن نفسيته تدهورت بسبب الأحداث وراء موت زوجته، يوي إيكاري.
الملائكة
كائنات ظهرت من أجل الحصول على «الأنوية» المتجسدة بهيأة أجسام كروية صغيرة من أجل القضاء على البشرية في النهاية. كونهم أجهزة دعم لليغدراسيل في بادئ الأمر، إلا أنهم رفضوا قبول قدرهم وهربوا، معلنين بأن دوافعهم هي مجرد العيش بسلام، حتى إن عنى ذلك ذبول اليغدراسيل وتقارب الوقائع نتيجة لذلك. لا يمتلك الملائكة جسداً خاصاً بهم، متكونين من مجرد أرواح، ويحتاجون إلى أوعية يسكنونها ويتنقلون بينها.
رامييل
أول ملاك يظهر في السلسلة، قتل رامييل رجلاً واستولى على جسده من أجل استعادة النواة التي حصل عليها شينجي. يمتلك رامييل القدرة على توليد البرق وتحويل الجسد الذي يسيطر عليه ليحصل على جناحين. بالرغم من هزيمته لريه في البداية، ثم كاورو، الذي انشغل بحماية شينجي، استيقظت قوى شينجي فجأة مما أبعد رامييل. بعد فترة وجيزة، استولى رامييل على جسد امرأة وواجه شينجي مجدداً بنية الحصول على موقع الأنوية. خسر رامييل في النهاية أمام أسكا وشينجي وانتُزِعت نواته من الجسد المضيف من قبل كاورو.
شامشيل
ظهر في الفصل 10، أخذ شامشيل جسد فتاة مراهقة. يقوم بمناداة ملاك آخر بـ«أخيه» ويستمتع بمضايقته.
إرويل
ظهر في الفصل 10، يظهر إرويل على سلسلة من الشاشات، ربما كبرنامج حاسوبي. جنسه لم يحدد بعد، لكن يبدو أنه يتخذ شكل كائن خنثوي، مرتدياً قناعاً بثلاث أعين للزواحف: عينان في الجانبين وواحدة في الوسط. تم التحقق في الفصل 14 أن إرويل اتخذ شكل أنثى عندما هرب من سجنه.
ليلييل
ظهر أول مرة في الفصل 17، استولى ليلييل على شاب ذي شعر شاحب اللون وتسلل إلى المدرسة أثناء قتال إرويل لشينجي وأسكا. عثر ليلييل على شخص في المدرسة وقتله قبل محاولة فعل الشيء نفسه لتوجي وهيكاري عندما انتزع إسرافيل نواته، ثم وبخه أحد النصفين بسبب توريطه لبشر بريئين وقال بأنه سيبقى بهذا الوضع لفترة.
إسرافيل
على عكس الملائكة الآخرين، تجسد إسرافيل بهيأة توأمين بشريين سيسيليا وماكوتو دي نوفو، شقيقان ومغنيان موهوبان. بالرغم من ظهور سيسيليا وماكوتو مبكراً في الفصل الخامس، إلا أن حقيقتهما كملاك لم تكشف إلا في الفصل 11 من قبل ماكوتو. ظهرت سيسيليا لأول مرة في الفصل الرابع، كفتاة مجهولة أنقذها شينجي من هجوم رامييل قبل أن يعرف عنها معها أخيها في الفصل 5. سيسيليا ساذج غالباً بشأن أهداف الملائكة الآخرين وبدأت بإظهار إعجاب شديد تجاه شينجي لدرجة هربها من رؤيته. أخوها، في المقابل، يعلم تماماً عن حالتهم وبارد عموماً تجاه شينجي ويحاول حماية أخته. اتضح لاحقاً أن نصفيهما الآخرين لايزالان مع الملائكة عندما أوقفا ليلييل وقاما بالتحدث مع تابريس حيث اتضح خلال المحادثة نظرتهما لكاورو كخائن.
ملائكة آخرون
حيث أنهم لم يروا بعد، إلا أن الفصل 10 يظهر ملاكاً لم يسمَ بهيأة رجل يسمي نفسه «ميموري» ويعمل مع شركة الألعاب GNX. ذكر هو وشامشيل ليلييل، الذي لم تعرف حقيقته البشرية بعد. هناك أيضاً ملاكان آخران مجهولان يبدو أنهما يعملان ضد الآخرين حيث قاما بإنقاذ كاجي من مجموعة من الطلاب الذين كانوا تحت سيطرة إرويل

## وصلات خارجية
- نيون جينيسيس إيفانجيليون: غاكوين داتينروكو على موقع ANN manga (الإنجليزية)